# رالي داكار 2025
رالي داكار 2025 خلال الفترة ما بين 3 يناير 2025 و17 يناير 2025، هو النسخة ال47 من رالي داكار والسادسة على التوالي التي تستضيفها المملكة العربية السعودية، بعد أن استضافت نسخة 2020 و2021 و2022، 2023 ، 2024. امتد مسار السباق لمسافة تقارب 8,000 كيلومتر مقسمة على 12 مرحلة، 5,000 كيلومتر منها هي مراحل خاصة، منطلقا من مدينة بيشة وصولًا إلى نقطة الختام في هجرة الشُبيطة في الربع الخالي.

## تحقيق اللقب
حقق المتسابق يزيد الراجحي اللقب في رالي دكار 2025 لفئة السيارات، وتم إقامة هذه النسخة "السادسة" في السعودية بتنظيم من الاتحاد السعودي للسيارات والدراجات النارية، وبإشراف مباشر من وزارة الرياضة.

## مراحل السباق
يتألف السباق من 12 مرحلة
| رقم المرحلة | تاريخ المرحلة | اسم المرحلة             | مسار المرحلة        | طول المرحلة                |
| ----------- | ------------- | ----------------------- | ------------------- | -------------------------- |
| ـ           | 3 يناير       | المرحلة التمهيدية       | بيشة- بيشة          | 79 كم، مرحلة خاصة 29 كم    |
| 1           | 4 يناير       | مرحلة بيشة              | بيشة- بيشة          | 500 كم، مرحلة خاصة 412 كم  |
| 2           | 5 و 6 يناير   | كرونو 48 ساعة           | بيشة- بيشة          | 1057 كم، مرحلة خاصة 965 كم |
| 3           | 7 يناير       | مرحلة بيشة              | بيشة - الحناكية     | 845 كم، مرحلة خاصة 496 كم  |
| 4           | 8 يناير       | مرحلة الحناكية          | الحناكية- العلا     | 588 كم، مرحلة خاصة 415 كم  |
| 5           | 9 يناير       | مرحلة العلا (الماراثون( | العلا- حائل         | 491 كم، مرحلة خاصة 428 كم  |
| 6           | 11 يناير      | مرحلة حائل              | حائل - الدوادمي     | 829 كم، مرحلة خاصة 606 كم  |
| 7           | 12 يناير      | مرحلة الدوادمي          | الدوادمي - الدوادمي | 745 كم، مرحلة خاصة 481 كم  |
| 8           | 13 يناير      | مرحلة الدوادمي          | الدوادمي - الرياض   | 733 كم، مرحلة خاصة 487 كم  |
| 9           | 14 يناير      | مرحلة الرياض            | الرياض - حرض        | 589 كم، مرحلة خاصة 357 كم  |
| 10          | 15 يناير      | مرحلة حرض               | حرض -الشبيطة        | 638 كم، مرحلة خاصة 119 كم  |
| 11          | 16 يناير      | مرحلة الربع الخالي      | الشبيطة- الشبيطة    | 506 كم، مرحلة خاصة 280 كم  |
| 12          | 17 يناير      | مرحلة النهائي           | الشبيطة- الشبيطة    | 205 كم، مرحلة خاصة 134 كم  |

## لائحة المشاركين

### أعداد المشاركين
| المرحلة         | دراجات | السيارات | التحدي (T3) | مركبة خفيفة (T4) | شاحنة | المجموع |    | سيارة كلاسيك | شاحنة كلاسيك | مجموع داكار كلاسيك |
| --------------- | ------ | -------- | ----------- | ---------------- | ----- | ------- | -- | ------------ | ------------ | ------------------ |
| عدد المسجلين    | 136    | 67       | 54          | 51               | 45    | 353     |    | 76           | 19           | 95                 |
| على خط الإنطلاق | 134    | 67       | 52          | 51               | 44    | 335     | 76 | 19           | 95           |                    |
| يوم الراحة      | 114    | 59       | 45          | 33               | 43    | 294     | 69 | 19           | 88           |                    |
| النهاية         | 89     | 50       | 36          | 31               | 18    | 224     | 63 | 17           | 80           |                    |

1. ↑  كما في 29 نوفمبر.
2. ↑  كما في بداية المرحلة بعد يوم الراحة.
3. ↑  يجب أن تعبر المركبة على منصة خط النهاية لكي تعتبر قد أنهت السباق.